# 亨德里克三世 (拿騷-布雷達)
亨德里克三世（荷蘭語：Hendrik III，1483年1月12日—1538年9月14日），布雷達領主，荷蘭、西蘭執政。拿騷-錫根伯爵約翰五世的長子。

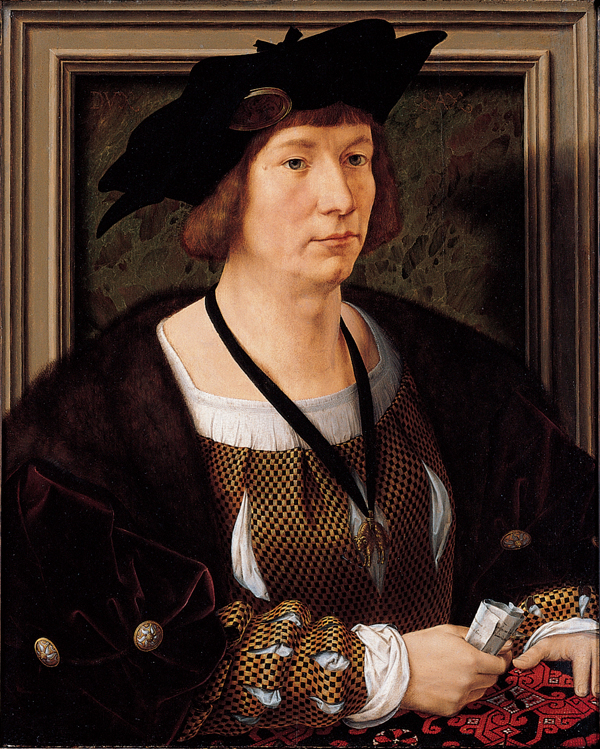
亨德里克三世

1515年，亨德里克與克洛德·德·沙龍結婚，兩人的獨子勒內·德·沙龍於1530年成為奧蘭治親王。